# Герб Апанасенковского муниципального округа
Герб Апанасенковского муниципального округа Ставропольского края Российской Федерации — опознавательно-правовой знак, составленный и употребляемый в соответствии с правилами геральдики, служащий одним из официальных символов муниципального образования.
Первоначально был утверждён 11 марта 2015 года как герб Апанасенковского муниципального района и внесён в Государственный геральдический регистр Российской Федерации с присвоением регистрационного номера 10385.
Переутверждён 16 марта 2021 года как герб Апанасенковского муниципального округа.

## Описание и обоснование символики
Геральдическое описание герба (блазон) гласит:

В червлёном поле с выгнутой оконечностью, мелковызубренно пересечённой золотом и лазурью, золотая баранья шкура (руно).
Герб языком символов и аллегорий отражает географические, природные и иные особенности Апанасенковского округа.
Муниципальное образование расположено в северной части Ставропольского края, в пределах степной зоны, постепенно переходящей в зону полупустыни. Его территория соприкасается с границами Калмыкии и двух районов Ставрополья — Ипатовского и Туркменского, а также находится в непосредственной близости к границе между Европой и Азией. Немаловажная черта его географического положения — близость к уникальному озеру Маныч-Гудило.
К историко-культурным особенностям округа относится его ценное археологическое наследие — курганы-могильники эпохи бронзы (средневековья), возникновение которых связано с распространением кочевых племён степной катакомбной культуры в центральной части Ставрополья, в междуречье Кумы и Калауса, на берегах Маныча.
Золотая баранья шкура (руно), помещённая в центр гербового щита, — символ плодородия и благосостояния. Она также олицетворяет одну из важных отраслей сельского хозяйства Апанасенковского округа — тонкорунного овцеводства. На базе племенных заводов имени Ленина, «Маныч» и «Россия» в 1993 году была выведена порода овец манычский меринос, сочетающая высокую шёрстную продуктивность с хорошим качеством мяса и получившая признание за пределами Ставропольского края.
Символизм тинктур:
- золото (жёлтый цвет) означает веру, справедливость, милосердие, могущество, а также богатство, стабильность, солнечное тепло и энергию, степь, символ урожая, курганы;
- червлень (красный цвет) соответствует любви, мужеству, смелости и великодушию;
- лазурь (синий цвет) означает красоту, мягкость, величие, славу, честь, искренность, сохранение ратных и трудовых традиций, озеро Маныч-Гудило.

Соединение красного и жёлтого цветов символизирует границу между Европой и Азией.

## История
Работа над созданием официальной символики Апанасенковского района началась в 2008 году при участии ставропольского художника-геральдиста, члена Союза художников России Игоря Леонидовича Проститова.
23 декабря 2008 года на заседании геральдической комиссии при губернаторе Ставропольского края Проститов представил проект герба района, включавший изображения символа овцеводства — барана, а также фигур птицы и рыбы — обитателей Маныча. Члены комиссии одобрили концепцию герба, но отметили, что заявленный проект «излишне перегружен». Критике также подвергся символ овцеводства, который был охарактеризован как «тяжеловесный» и «слишком натуралистичный». Автору рекомендовали доработать проект с учётом высказанных замечаний и предложений.
В ходе дальнейшей разработки символики района Проститовым были созданы ещё несколько вариантов герба. В частности, на эскизе, представленном на заседании геральдической комиссии 28 марта 2014 года, присутствовали тюльпаны в восточном стиле («поскольку поля тюльпанов являются уникальным отличием этой местности») и голова овна — символ овцеводческой отрасли района. Последние не получили одобрения со стороны ознакомившихся с проектом депутатов Совета Апанасенковского района. При этом райсовет поддержал идею цветовой композиции гербового щита, в основу которой было положено географическое расположение района на границе Европы и Азии, а также предложил поместить в герб изображение колоса, мотивируя это тем, что «в своё время район посещал философ Данилевский, который сказал, что этот район является раем для земледельцев». В итоге геральдическая комиссия предложила И. Л. Проститову продолжить работу над символикой района и закончить её во втором полугодии 2014 года.
1 июля 2014 года Совет Апанасенковского муниципального района утвердил окончательный вариант герба муниципального образования, в котором была применена одобренная ранее цветовая композиция, а в качестве главной фигуры (символа овцеводства) выбрана золотая баранья шкура (руно). Его авторами выступили И. Л. Проститов (идея герба, разработка эскизов герба и флага, компьютерный дизайн) и начальник районного отдела социального развития В. И. Понушков (обоснование символики герба). Официальное описание герба было таким:

В пониженно до фокуса, вогнуто-пересечённом червлёно-золотом щите, над мелко вызубренной лазоревой окраиной в золотом, в червлени в почётном месте золотое дамасцированное «золотое руно».
По информации Н. А. Охонько, «при дальнейшем рассмотрении данного герба созрело мнение, что изображённое руно выглядит мелким и его необходимо увеличить в размерах».
11 марта 2015 года депутаты райсовета внесли изменения в положение о гербе Апанасенковского муниципального района. Корректировке подвергся и рисунок самого герба — фигура золотой бараньей шкуры в центре щита была увеличена. Геральдическое описание герба в новой редакции гласило:

В червлёном поле с выгнутой оконечностью, мелковызубренно пересечённой золотом и лазурью, золотая баранья шкура (руно).
На сайте районной администрации герб муниципального образования определялся как «геральдически оформленный знак достоинства исторического и административного значения территории, прав органов её самоуправления», а его цветовая композиция — как «последовательное и неразрывное единство героического прошлого, достойного настоящего и мирного будущего».
15 сентября 2015 года, накануне празднования Дня Ставропольского края, председатель краевой геральдической комиссии И. В. Кувалдина вручила главе Апанасенковского района Т. Бурыка свидетельства о регистрации символики муниципального образования в Государственном геральдическом регистре РФ (герб — под номером 10385, флаг — под номером 10386). Аналогичные свидетельства были вручены представителям Ипатовского и Изобильненского районов, также присутствовавшим на торжественной церемонии, которая проходила в Ставропольском государственном музее-заповеднике имени Г. Н. Прозрителева и Г. К. Праве. По словам Кувалдиной, в тот день «состоялось историческое событие, подведшее черту многолетней работе жителей всех 26 регионов (…) Ставрополья, геральдистов, художников, историков, результатом которой стали 26 (…) гербов и флагов».
16 марта 2020 года Апанасенковский район был преобразован в Апанасенковский муниципальный округ.
Решением Совета Апанасенковского муниципального округа от 16 марта 2021 года округ определён правопреемником герба и флага Апанасенковского района. Тем же решением утверждены положения о гербе и флаге округа.